# Marisquiño

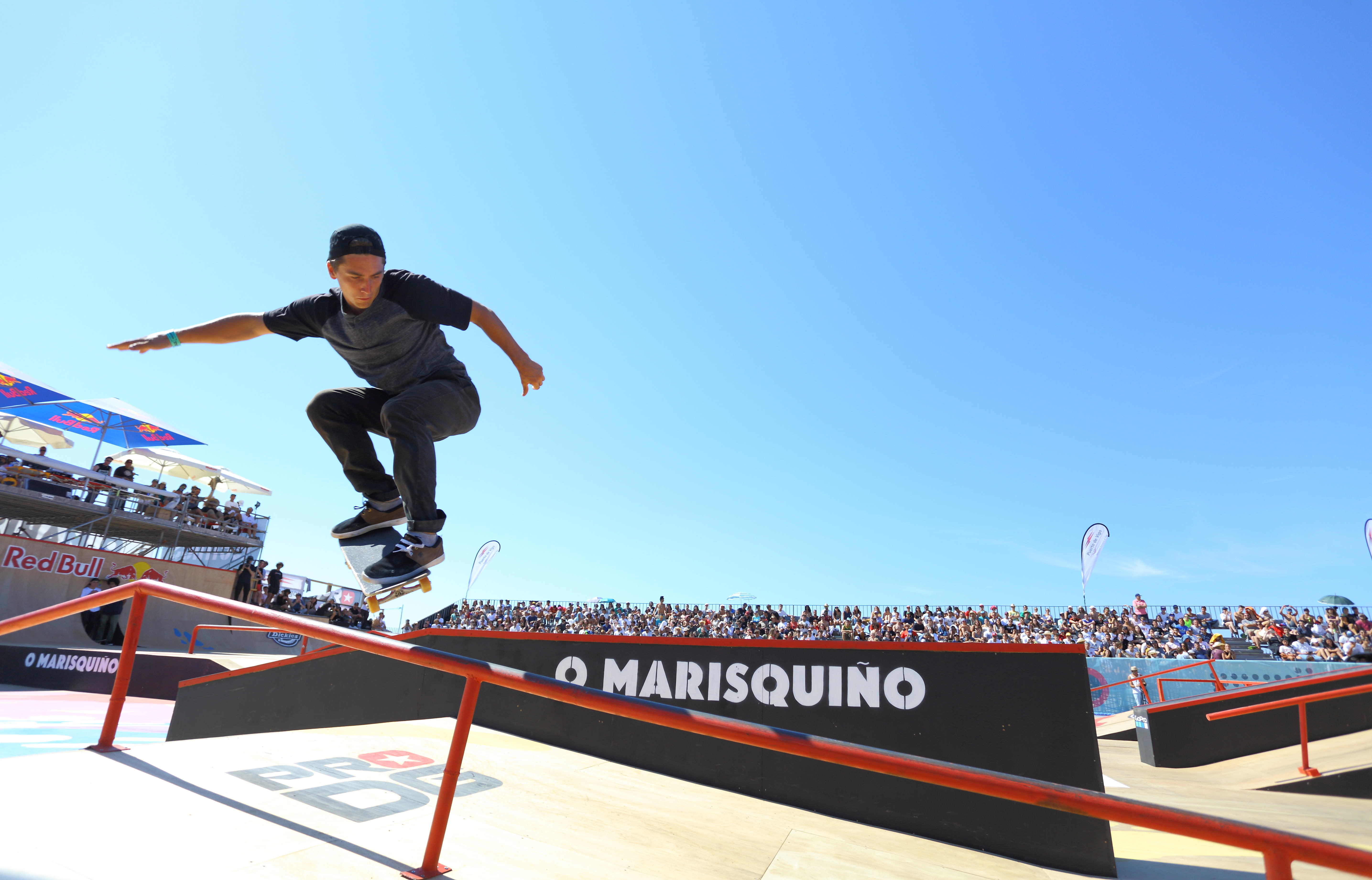
Un skater en la edición de 2017.

O Marisquiño es un evento deportivo y cultural urbano que se celebra en la ciudad gallega de Vigo, en España, cada mes de agosto desde el año 2001. El evento se ha convertido en uno de los festivales de deporte urbano de referencia del sur de Europa.
Entre las modalidades deportivas del evento están el básquet 3x3, BMX, flatland, FMB dirt jump (categoría gold otorgada por la Freeride Mountain Bike World Tour), motocross, motonáutica, MTB downtown (bajada en mountain bike por las cuestas de la ciudad) y skateboarding, de todas estas competiciones la prueba estrella del evento es la World Skateboarding Cup (Copa del Mundo de Skate).
Otras actividades destacadas del festival son las fiestas de cultura urbana, que incluyen competiciones de break dance y de rap, exposiciones de grafitis o diversos conciertos, algunos de los cuales son de grupos de gran relevancia, como por ejemplo el de Public Enemy en la edición de 2011.